# Cuartetos para piano (Beethoven)

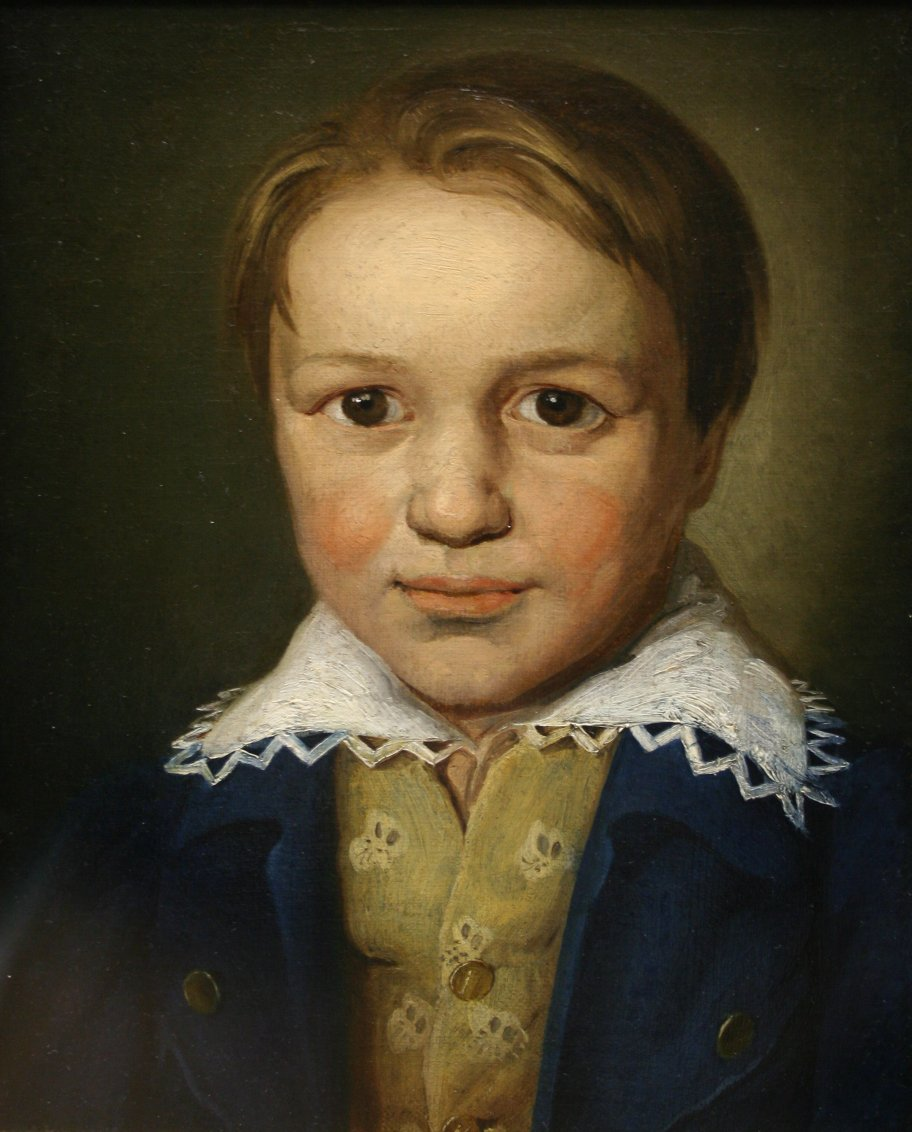
Beethoven a los 13 años hacia 1783.

Los Cuartetos para piano, WoO 36 son un conjunto de tres piezas camerísticas para piano, violín, viola y violonchelo compuestas por Ludwig van Beethoven en 1785, cuando el compositor tenía 14 años.

## Historia

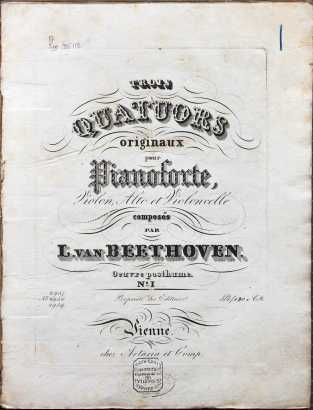
Portada de la primera edición.

Compuso un cuarteto en do mayor, otro en mi bemol mayor y un tercero en re mayor. Cuando Beethoven compuso estas tres piezas, el cuarteto para piano era un conjunto de música de cámara poco utilizado. Dos obras de Mozart, Cuarteto para piano n.º 1 en sol menor (1785) y Cuarteto para piano n.º 2 en mi bemol mayor (1786) son las únicas contribuciones contemporáneas significativas que son comparables. Beethoven modeló sus cuartetos para piano a partir de un conjunto de sonatas para violín de Mozart publicadas en 1781, con la obra en do mayor de Beethoven escrita en la misma tonalidad y tomando prestado parte del material temático de la Sonata para violín n.º 17, K. 296 de Mozart. Aparte del arreglo del propio Beethoven de su Quinteto para piano y viento, Op. 16 para cuarteto para piano, estas tres obras son las únicas composiciones que escribió para piano, violín, viola y violonchelo.
Beethoven reutilizó posteriormente material del cuarteto en do mayor para dos de sus primeras Sonatas para piano n.º 1 y n.º 3. En el manuscrito original de Beethoven, la obra en do mayor aparece en primer lugar, seguida de mi bemol mayor y re mayor. Cuando los cuartetos fueron publicados después de su muerte por Artaria en Viena, estaban en un orden diferente: mi bemol mayor, re mayor y do mayor.
La primera edición se publicó póstumamente en 1828, aunque los cuartetos numerados en un orden diferente: Cuarteto con piano n.º 1 en mi bemol mayor, Cuarteto con piano n.º 2 en re mayor y Cuarteto con piano n.º 3 en do mayor.

## Estructura y análisis
Cada cuarteto consta de tres movimientos. Se enumeran en el orden del manuscrito original:

### Cuarteto para piano en do mayor n.º 3
- I. Allegro vivace, en do mayor
- II. Adagio con espressione, en fa mayor
- III. Rondo: Allegro, en do mayor

En la exposición del primer movimiento, Beethoven escribió una sonata para piano con acompañamiento de cuerdas, pero en el desarrollo y la recapitulación, éstas desempeñan un papel más individual. El tercer movimiento tiene forma de rondó. El tema es introducido por el piano y luego retomado por el violín. El primer episodio está acompañado por cuerdas pulsadas. Un segundo episodio está en la menor.
Beethoven reutilizó el tema del segundo movimiento para el Adagio de su Sonata para piano en fa menor, Op. 2 n.º 1. También reutilizó material del primer movimiento para su Sonata para piano en do mayor, Op. 2 n.º 3, dedicada a Joseph Haydn en 1796.

### Cuarteto para piano en mi bemol mayor n.º 1
- I. Adagio assai, en mi bemol mayor
- II. Allegro con spirito, en mi bemol menor
- III. Tema y variaciones: Cantabile, en mi bemol mayor

En el cuarteto en mi bemol mayor el piano y las cuerdas son socios a partes iguales. Se abre inusualmente con un movimiento Adagio assai y llega a la forma attacca. El segundo movimiento viene continuado con el primero y está en forma sonata, en mi bemol menor. Algunos elementos parecen anticipar el último movimiento de la Sonata para piano n.º 8 «Patética». El movimiento finale consta de siete variaciones sobre un tema.
El tema del segundo movimiento fue usado por el propio Beethoven para una Sinfonía temprana no terminada en do menor (Hess 298), que probablemente fue compuesta entre 1791 y 1793.

### Cuarteto para piano en re mayor n.º 2
- I. Allegro moderato, en re mayor
- II. Andante con moto, en fa sostenido menor
- III. Rondo: Allegro, en re mayor

El cuarteto en re mayor comienza, de forma más convencional que los otros, con un movimiento en forma sonata, con una sección de desarrollo bastante corta. El segundo movimiento, Andante con moto, está en fa sostenido menor, pero tiene una sección central en la mayor. El último movimiento es un rondó, con un tema introducido por el piano y repetido por el violín. Los episodios son contrastantes y recuerdan movimientos similares de Mozart.

## Discografía selecta
Los cuartetos para piano fueron grabados por el Mannheimer Piano Quartet (fecha de grabación desconocida).
Cuartetos WoO 36
- 1995 – Scheuerer Quartet (Discover International DICD 920254).[6]
- 1997 – Christoph Eschenbach, miembros del Cuarteto Amadeus (DG Complete Beethoven Edition Vol. 14).[7]
- 2005 – New Zealand Piano Quartet (Naxos 8.570998).[8]
- 2007 – Anthony Goldstone, Cummings String Trio (Brilliant Classics 93553/23 Beethoven Complete Works CD 23).[9]
- 2013 – Milander Quartett (Divox CDX 20704).

Cuarteto Op. 16 bis
- 1990 – Divertimento Salzburg (Clavès).[10]
- 1994 – Zoltán Kocsis, miembros del Cuarteto Keller (Harmonia Mundi HMA 1903020).
- 2008 – Nash Ensemble (Hyperion CDA67745).[11]